# Karl A. Schleunes
Karl A. Schleunes, född den 21 april 1937 i Kiel, Wisconsin, död 15 maj 2021, var en amerikansk historiker. Han var professor emeritus vid University of North Carolina at Greensboro (UNCG).
Schleunes ägnade sig åt forskning om Förintelsen. I sin bok "The Twisted Road to Auschwitz: Nazi Policy Toward German Jews, 1933-1939" förfäktar han tesen att vägen till Auschwitz och förintelseapparaten skedde stegvis. Enligt Schleunes förelåg inte hos Adolf Hitler och NSDAP något ursprungligt program att förinta Europas judar, utan Förintelsen utvecklades successivt. Uppdykande problem med gettoiseringen och motgångarna på östfronten under andra världskriget födde fram den slutgiltiga lösningen. Schleunes ansluter sig i sitt resonemang till den funktionalistiska skolan bland förintelseforskare.